# Hurst Green (Surrey)
Hurst Green is een plaats in het bestuurlijke gebied Tandridge, in het Engelse graafschap Surrey.